# Rectolejeunea berteroana
Rectolejeunea berteroana är en bladmossart som först beskrevs av Carl Moritz Gottsche och Franz Stephani, och fick sitt nu gällande namn av Alexander William Evans. Rectolejeunea berteroana ingår i släktet Rectolejeunea och familjen Lejeuneaceae. Inga underarter finns listade i Catalogue of Life.